# Neuropsicología
La neuropsicología es una rama de las neurociencias que estudia el sistema nervioso de los organismos vivos, humanos y no humanos, en relación con la conducta. Sus ramas dentro de la conducta humana asociadas son, la neurociencia cognitiva, la neurociencia de la personalidad, la neurociencia del aprendizaje, etc. El término se debe diferenciar del de neuropsicología clínica, como especialidad que fusiona la neurología con la psicología. La neuropsicología clínica estudia los efectos que una lesión, daño o funcionamiento anómalo en las estructuras del sistema nervioso central y sistema nervioso periférico causa sobre los procesos cognitivos, psicológicos, emocionales y del comportamiento en la persona. Estos efectos son, por ejemplo, los trastornos del neurodesarrollo, la enfermedad de Alzheimer, la esclerosis múltiple, la enfermedad de Parkinson, la epilepsia, la parálisis cerebral, el trastorno por déficit de atención con hiperactividad y otros.

## Diversos enfoques
Existen diversos enfoques de esta ciencia, de forma que cabe distinguir la neuropsicología clínica, la cognitiva y la experimental.
La neuropsicología clínica es una rama de especialización, que se puede alcanzar después de los estudios universitarios de grado; así, un neuropsicólogo clínico es un profesional de la salud con formación específica en esta área. El campo en el que se desempeña este profesional puede estar en ambientes académicos, clínicos o de investigación. En clínica su papel es la evaluación de los efectos psicológicos y comportamentales del daño cerebral de una persona con el fin de detectar y establecer una relación entre las zonas anatómicas y las funciones cognitivas afectadas, con el objeto de delinear un programa de rehabilitación neuropsicológica pertinente al caso.

## Modelos actuales
Existen dos grandes corrientes de la neuropsicología en la actualidad, una denominada cognitiva y otra histórico-cultural. Esta distinción se debe a los métodos y teorías empleadas por una u otra, sus diferencias son epistemológicas aunque comparten algunos elementos como el empleo de imagenología cerebral y el método científico.

### Modelo cognitivo
Es la neuropsicología imperante a día de hoy tanto en práctica clínica como en el ámbito académico. Su prevalencia se debe en parte a los motivos mencionados en el apartado de historia.
Algunos autoresconsideran a esta corriente de la neuropsicología como superior teórica y metodológicamente en comparación a la de corte histórico-cultural.
Una característica predominante en este modelo es que la evaluación clínica de cualquier caso se lleva a cabo mediante pruebas  psicométricas estandarizadas, y su interpretación primordialmente cuantitativa.

### Modelo histórico-cultural
Sus bases epistemológicas las encontramos principalmente en la teoría histórico-cultural desarrollada en un primer momento por Lev Vygotski (1896-1934) y ampliada posteriormente por sus discípulos y seguidores. Algunos autores como Leontiev, Nina Talýzina, Tatjana Akhutina, Evgenia Xomskaya, entre otros han constribuído al desarrollo de este modelo en neuropsicología.
A diferencia del modelo cognitivo, la neuropsicología histórico-cultural no ve como necesaria la aplicación e interpretación de pruebas psicométricas estandarizadas, ya que se rige por una forma de evaluación denominada cualitativa. La noción de cualitativo en este modelo no debe confundirse con aquella en
metodología de investigación ya que tiene implicaciones teóricas y metodológicas muy distintas.
El empleo de este modelo en la actualidad ha superado el ambiente clínico neuropsicológico clásico, ya que existen investigaciones y aplicaciones en diversos ámbitos como el pedagógico y la lingüística, ya que su núcleo epistemológico le ha permitido establecer relaciones interdisciplinarias.

## Historia
La neuropsicología tiene su origen en los trabajos de varios psicólogos y médicos en los siglos XIX y XX.

### El estudio de la afasia
Hacia mediados del siglo XIX, el médico y antropólogo francés Pierre Paul Broca (1824-1880) se hizo famoso por declarar en 1864 la localización del centro del lenguaje, conocido hoy en día como "Área de Broca" y ubicado en la tercera circunvolución frontal del hemisferio izquierdo. Este descubrimiento fue vital para establecer una clasificación de uno de los síndromes neuropsicológicos por excelencia: la afasia.
En la afasia de Broca está fundamentalmente alterada la articulación del habla, llamada fluencia expresiva verbal; permaneciendo la comprensión preservada.
Es menos conocido que ya en 1836, (y por tanto 30 años antes que Broca), el médico francés Marc Dax había descrito un caso de parálisis derecha asociada a afasia, que él relacionó con un daño cerebral por ACV en el hemisferio izquierdo. Sin embargo, a Marc Dax nunca se le reconoció su gran descubrimiento.
En 1874 el médico alemán Carl Wernicke (1848-1905) describe el síndrome afásico que lleva su nombre (síndrome de Wernicke) y que es parcialmente opuesto al descrito por Broca. Aunque un sujeto con lesiones del hemisferio izquierdo en Área de Broca y Wernicke puede padecer ambas afasias al mismo tiempo, tanto en la articulación del lenguaje, llamada afasia de Broca, como en la comprensión del lenguaje por lo cual afecta el habla y la comprensión del lenguaje, también llamada ceguera verbal. Luego se identificarían distintos tipos de afasias. afasia
La afasia de Wernicke se da por una lesión temporal-parietal izquierda. En ella, la comprensión es lo más alterado, siendo la fluencia normal. Sin embargo el contenido del lenguaje de estos pacientes también está alterado en la forma que a veces se ha denominado "ensalada de palabras" (las palabras están bien pronunciadas pero su contenido solo se ajusta parcialmente a la gramática y objetivo comunicativo del sujeto).
Cuando la encefalopatía de Wernicke se acompaña del síndrome de Korsakoff, la combinación de ambos es llamada síndrome de Wernicke-Korsakoff. Este mismo autor describió por primera vez la encefalopatía que lleva su nombre (síndrome de Korsakoff), debida a un déficit de tiamina y caracterizada por un síndrome confusional y amnesia.
Redolar Ripoll, D. (2014). Neurociencia Cognitiva. Editorial Médica Panamericana. ISBN 0-89862-515-7.

### Gall y la frenología
Un precursor de las ideas de Broca fue Franz Joseph Gall (1758-1828); creador de la frenología en 1802. La frenología consideraba que existían funciones mentales con una localización diferenciada en el cerebro. Aunque esta disciplina está considerada actualmente una pseudociencia porque su clasificación y localización de las funciones mentales no se basaba en ningún tipo de evidencia científica, el auge que vivió en el siglo XIX preparó el camino a las teorías de Broca.

#### Principales aportes de Gall
- La diferencia entre los seres humanos se da por el desarrollo del cerebro y del lóbulo frontal.
- La corteza cerebral no es solo tejido vascular.
- Divide entre la materia blanca y la materia gris.

#### Conclusiones de Gall
- Vías principales del SNC.
- Fibra de asociación no es igual a fibra de proyección.
- Descubre comisuras cerebrales.
- Descubre nervios craneales que se originan en la médula.
- Explica los pliegues del cerebro como la necesidad de ganar espacio dentro del cráneo.

### Frenología
- Los aspectos psicológicos, intelectuales, morales dependen de la organización funcional del cerebro.
- Cada facultad psicológica depende de la región del cerebro.
- Calidad y grado de las facultades dependen del desarrollo de la masa del cerebro asociada con ellos.
- Facultades psicológicas, morales, intelectuales son innatas. además se pueden heredar.

### El debate entre localizacionismo y funcionalismo
Un científico muy crítico con las ideas de la frenología fue Marie Jean Pierre Flourens (1794-1867). Este fisiólogo francés creía que era imposible localizar las funciones cerebrales con precisión, ya que las diferentes estructuras cerebrales interactuaban entre sí creando sistemas funcionales.
Un contemporáneo de Wernicke tomó el relevo como defensor del funcionalismo. John Hughlings Jackson (1835-1911), un médico inglés, fue muy crítico con los aportes de Broca y Wernicke; negando la posibilidad de que se pudiesen encontrar localizaciones neurológicas específicas para el lenguaje; por considerar a esta una capacidad demasiado compleja.
El debate que iniciaron Gall y Flourens y continuó Jackson entre localizacionismo y funcionalismo ha perdurado hasta el siglo XXI, y aún ahora forma parte de la neuropsicología actual.

### Luria, padre de la neuropsicología actual
Más tarde, recién entrado el siglo XX, el psicólogo y médico ruso Alexander Romanovich Luria (1902-1977) perfeccionó diversas técnicas para estudiar el comportamiento de personas con lesiones del sistema nervioso, y completó una batería de pruebas psicológicas diseñadas para establecer las afecciones en los procesos psicológicos: atención, memoria, lenguaje, funciones ejecutivas, praxias (ver apraxia), gnosias (ver agnosia), cálculo, etc. La aplicación de esta extensa batería podía darle al neurólogo una clara idea de la ubicación y extensión de la lesión, y al mismo tiempo, al psicólogo le proporcionaba un reporte detallado de las dificultades cognoscitivas del paciente. Desgraciadamente, la separación que se vivió durante la guerra fría entre los regímenes capitalista y comunista, así como el poco interés por traducciones desde el idioma ruso, dificultaron la llegada de sus ideas al mundo occidental.

### Las guerras mundiales y el estudio de pacientes neurológicos
A través de la guerra, el siglo XX proporcionó a la medicina y a la psicología oportunidades trágicas, pero importantes, para estudiar la función cerebral. La observación y medición del comportamiento de los pacientes con diversos traumatismos sufridos durante el combate permitió establecer las áreas del cerebro que se ocupan de las diversas manifestaciones conductuales. Las heridas de guerra, normalmente por bala o metralla tenían la "ventaja" científica de ser localizadas a una única zona cerebral. Esto permitía estudiar con una precisión imposible hasta ese momento la relación entre localización y función. También se utilizó el método lesional con animales, produciendo daños de forma experimental para observar los cambios en el comportamiento y establecer paralelos con los seres humanos.

## Actualidad
La neuropsicología se vale hoy en día de métodos experimentales, de la observación clínica, y se puede apoyar de los estudios de imágenes del cerebro (TAC, RMN, PET, SPECT, IRMf, flujo sanguíneo relativo, etc.) y de las ciencias cognoscitivas para diseñar esquemas de funcionamiento y de rehabilitación de las funciones dañadas o perdidas, basados en las funciones preservadas./

### Las pruebas neuropsicológicas
Mucho del trabajo clínico se sigue haciendo con pruebas neuropsicológicas. Hoy en día hay varias evoluciones del trabajo de Luria, en forma de baterías y pruebas neuropsicológicas como:
- batería Halstead-Reitan
- Programa Integrado de Exploración Neuropsicológica, conocido como test Barcelona.
- batería Luria-Christensen
- batería Luria-Nebraska
- ENI - Evaluación Neuropsicológica Infantil
- K-ABC
- Neuropsi

Estos instrumentos exploran con profundidad las diversas funciones cognitivas y rinden un informe del estado en que se encuentran.
Neurorehabilitación
El paradigma imperante a lo largo de las diferentes escuelas neuropsicológicas plantea que la neuropsicología es una herramienta de fundamental importancia para rehabilitar pacientes con patologías neuropsicológicas. Los Ictus o infartos cerebrales constituyen la principal causa de discapacidad en el mundo y junto con la rehabilitación física como la kinesiología, la neuropsicología se encarga de la neurorehabilitación para intentar minimizar los déficits que pueda sufrir el paciente y mejorar su calidad de vida.
Uno de los factores fundamentales de la neurorehabilitación es que el paciente pueda emprender acciones para manejarse con la mayor independencia posible en su entorno habitual.
Dimensión Social de la Discapacidad
Es cierto que muchas veces no sólo funcionan como limitantes las secuelas físicas, emocionales y cognitivas, también se constituye como una gran barrera la discriminación y la falta de espacios culturales para resocializar al individuo. Generando un problema sociosanitario, económico y familiar. Afectando al paciente en su actividades de la vida diaria: aprendizaje y aplicación del conocimiento, tareas y demandas generales, comunicación, movilidad, vida doméstica y autocuidado.
Rol de cuidador
Dependiendo de las condiciones prestacionales sanitarias o económicas el cuidador es generalmente un familiar o una persona con conocimiento en cuidado de enfermos o ancianos.
Sea quien fuere el cuidador del paciente que sufre una patología neurológica, neuropsiquiátrica o neuropsicológica, tendrá el riesgo cierto de padecer el síndrome de burnout, conocido en español como síndrome del quemado, lo cual lleva a incluir, el rol del cuidador, con sumo cuidado de atención médica, siendo uno de los factores necesarios para la neurorehabilitación y lograr un entorno facilitador para mejorar la calidad de vida del paciente.

## Neuropsicólogos influyentes
- Brenda Milner
- Antonio Damasio
- Henri Hécaen
- Donald Hebb
- Alexander Romanovich Luria
- Vilayanur S. Ramachandran
- Luis Quintanar Rojas
- Alfredo Ardila
- Jordi Peña Casanova
- Denisse Rangel
- Ignacio Morgado
- Justo Gonzalo